# Eddie Jordan
Edmund Patrick Jordan (30 de març de 1948 - 20 de març de 2025) va ser un executiu, locutor, pilot i home de negocis irlandès. Des de l'any 1991 fins al 2005, Eddie Jordan va ser fundador i director de l'equip de Fórmula 1 Jordan.
Nascut a Dublín, Jordan començar a treballar al Banc d'Irlanda abans de començar a competir en kàrting als 22 anys, guanyant el campionat irlandès l'any següent i progressant a fórmules inferiors. Entre el 1974 i el 1979 va competir en la Fórmula Ford irlandesa, la Fórmula 3, la Fórmula Atlantic i la Fórmula 2. El 1979, va fundar l'equip homònim Eddie Jordan Racing, que va competir a la Fórmula Internacional 3000 des del 1985 fins al 1991.
Jordan va fundar llavors Jordan Grand Prix, un constructor de Fórmula 1, el 1991, guanyant quatre Grans Premis en 15 temporades i acabant tercer al Campionat del Món de Constructors del 1999. Va vendre l'equip a Midland a finals de 2005. Posteriorment, es va dedicar al treball com a analista per la BBC del 2009 al 2015, i per a Channel 4 F1 a partir de 2016. Jordan també era copropietari del club de rugbi London Irish i del club de futbol Celtic.

## Biografia
Jordan va néixer a Dublín el 30 de març de 1948, fill d'Eileen i Danny Jordan. Tenia una germana gran, Helen. El seu pare era germà bessó d'una monja gran, la Mare Rectora de les Germanes Irlandeses de la Caritat, i va treballar com a comptable per a l'Electricity Supply Board (ESB) mentre jugava al club de futbol Shamrock Rovers. Durant la seva infància, Jordan va créixer a Dartry, al sud de Dublín, i a Bray, on va passar la major part del temps. A Bray es va relacionar amb la seva tia Lilian, després d'haver viatjat regularment per visitar-la al final de la setmana escolar. En la seva infància, Jordan era conegut amb el sobrenom de "Flash", ja que el seu cognom rimava amb el nom de Flash Gordon.
Jordan va començar la seva educació a la Saint Anne's Pre-School a Milltown, després va passar onze anys a la Synge Street Christian Brothers School, on ell i els seus companys serien apallissats regularment si no estudiaven prou. Malgrat aquesta experiència, Jordan va trobar que el nivell d'educació era alt. Mentre estava a Synge Street, als 15 anys, Jordan va pensar breument en convertir-se en sacerdot. Després d'haver rebutjat el sacerdoci i les pressions familiars per fer-se dentista, va acabar fent un curs de comptabilitat de sis setmanes al College of Commerce de Dublín, i després va començar a treballar per al Banc d'Irlanda com a empleat a la seva sucursal de Mullingar. Després de quatre anys, Jordan es va traslladar a la sucursal de Camden Street, Dublín. Durant una vaga bancària a Dublín el 1970, va passar l'estiu a Guernsey, treballant com a comptable per a una companyia elèctrica durant el dia i fent feina de bar a la nit. Durant aquest període, es va trobar amb curses de karts per primera vegada i va tenir les seves primeres carreres (no oficials) allà.
Es va casar amb l'exjugadora de basket Marie McCarthy el 1979 i van tenir 4 fills. Tenien cases a Ciutat del Cap, South Kensington (Londres) i Mònaco, on Jordan guardava el seu iot.
El desembre de 2024, Jordan va anunciar que havia estat diagnosticat amb una forma agressiva de càncer de pròstata i bufeta a principis d'any. Va morir pacíficament a casa seva a Ciutat del Cap el 20 de març de 2025, a l'edat de 76 anys.
Jordan fou un mecenes de l'organització benèfica contra el càncer infantil CLIC Sargent, i de la Fundació Amber, una organització benèfica juvenil.

## Carrera

### Curses de motor
Al seu retorn a Dublín, Jordan va comprar un kart i va començar a córrer. Va entrar al campionat irlandès de karts el 1971 i el va guanyar.
El 1974, Jordan es va traslladar a la Fórmula Ford, el campionat irlandès de Fórmula Ford i, el 1975, a la Fórmula 3, però es va veure obligat a no participar la temporada de 1976 després de trencar-se la cama esquerra en un accident a Mallory Park. Li van caure els cabells a l'hospital i la seva mare li va fer posar una perruca. Va continuar portant una perruca durant la resta de la seva vida i aquest va ser objecte de bromes per part de Gerhard Berger.
Després de recuperar-se de les seves lesions, va passar a la Fórmula Atlantic i va guanyar el Campionat Irlandès de Fórmula Atlantic el 1978. Jordan i Stefan Johansson van córrer a la Fórmula 3 britànica el 1979, sota el nom de "Team Ireland" i, el mateix any, Jordan va conduir en una cursa de Fórmula 2 i va fer proves per a McLaren. Va córrer a les 24 Hores de Le Mans de 1981 amb un BMW M1 amb Steve O'Rourke i David Hobbs.
El 1991, Eddie Jordan va fer una aparició com a convidat a Silverstone al Dunlop Rover 216 GTI Challenge, que va ser un esdeveniment de suport del Gran Premi de la Gran Bretanya. Va acabar en 10è lloc després d'haver sortit en quart lloc.

### Direcció d'equips
A finals de 1979 i sense diners, Jordan va fundar el seu primer equip, Eddie Jordan Racing. L'equip va córrer amb els pilots David Leslie i David Sears el 1981 i James Weaver el 1982. El 1983, Jordan va fitxar Martin Brundle, que va acabar segon darrere d'Ayrton Senna a la F3 britànica. El 1987, l'equip va guanyar el campionat britànic de Fórmula 3 amb Johnny Herbert.
Amb l'establiment de la Fórmula 3000 el 1985, Jordan va ampliar el seu equip a F3000. Les primeres victòries de l'equip a la sèrie van arribar amb els pilots Herbert i Martin Donnelly el 1988. Jean Alesi va guanyar el campionat per al Jordan durant la temporada 1989, guanyant tres curses. El 1990, Eddie Irvine va aconseguir una victòria i quatre podis per a l'equip, acabant tercer en la classificació general.

### Fórmula 1
Jordan va fundar Jordan Grand Prix el 1991. L'equip va tenir a Gary Anderson com a dissenyador del cotxe, amb motors subministrats per Cosworth (en associació amb Ford). Durant la temporada, Jordan va fer debutar a la Fórmula 1 a Michael Schumacher quan el principal pilot de l'equip, Bertrand Gachot, va ser enviat a la presó.
El 1998 l'equip va aconseguir el seu millor resultat quan els pilots Damon Hill i Ralf Schumacher van acabar primer i segon al Gran Premi de Bèlgica. El 1999, Heinz-Harald Frentzen va aconseguir dues victòries per a l'equip al llarg de la temporada, acabant finalment tercer en la classificació general del campionat de pilots.

#### Decadència i venda
L'any 2001, Jordan va demandar a Vodafone per presumptament trencar un acord de patrocini multimilionari de tres anys, tot i que el cas es va retirar més tard. Després de perdre un acord d'associació de motors amb Honda després de la temporada 2002, a més de nombroses dificultats dins de l'equip (incloent-hi una disputa pública i l'acomiadament de Frentzen abans del seu GP a casa el 2001), Jordan es va veure obligat a canviar als motors Cosworth. A més, el 2003, els principals patrocinadors (DHL i Benson & Hedges) es van retirar de l'equip. El 2003 també va marcar la quarta victòria de l'equip, de Giancarlo Fisichella al Gran Premi del Brasil. Va ser l'última victòria de l'equip.
L'equip va canviar als motors Toyota per a la temporada 2005, després de la retirada de Ford de l'esport. A principis de 2005, Jordan Grand Prix va ser comprat pel grup Midland, finançat per l'empresari canadenc Alex Shnaider.

#### Llegat de Jordan Grand Prix
Després de la compra de l'equip per part del Midland Group, aquest va ser rebatejat com a MF1 Racing per la temporada 2006. L'equip es va tornar a vendre el 2006 al fabricant d'automòbils holandès Spyker Cars per convertir-se en Spyker F1 el 2007, i després es va vendre una vegada més per convertir-se en Force India el 2008, mantenint-se com a tal fins al 2018. Després del procediment de fallida el 2018, Force India va ser liquidada i els seus antics actius es van vendre al nou Racing Point F1 Team, que es va convertir en Aston Martin per la temporada 2021. Des de llavors, Aston Martin competeix a la Fórmula 1 i opera des de les antigues instal·lacions de Jordan a Silverstone.

#### Gerent d'Adrian Newey
Jordan va exercir com a gerent de l'aerodinamicista britànic i dissenyador d'automòbils Adrian Newey. Jordan va ajudar a negociar el pas de Newey de Red Bull Racing a Aston Martin el 2024.

## Carrera mediàtica

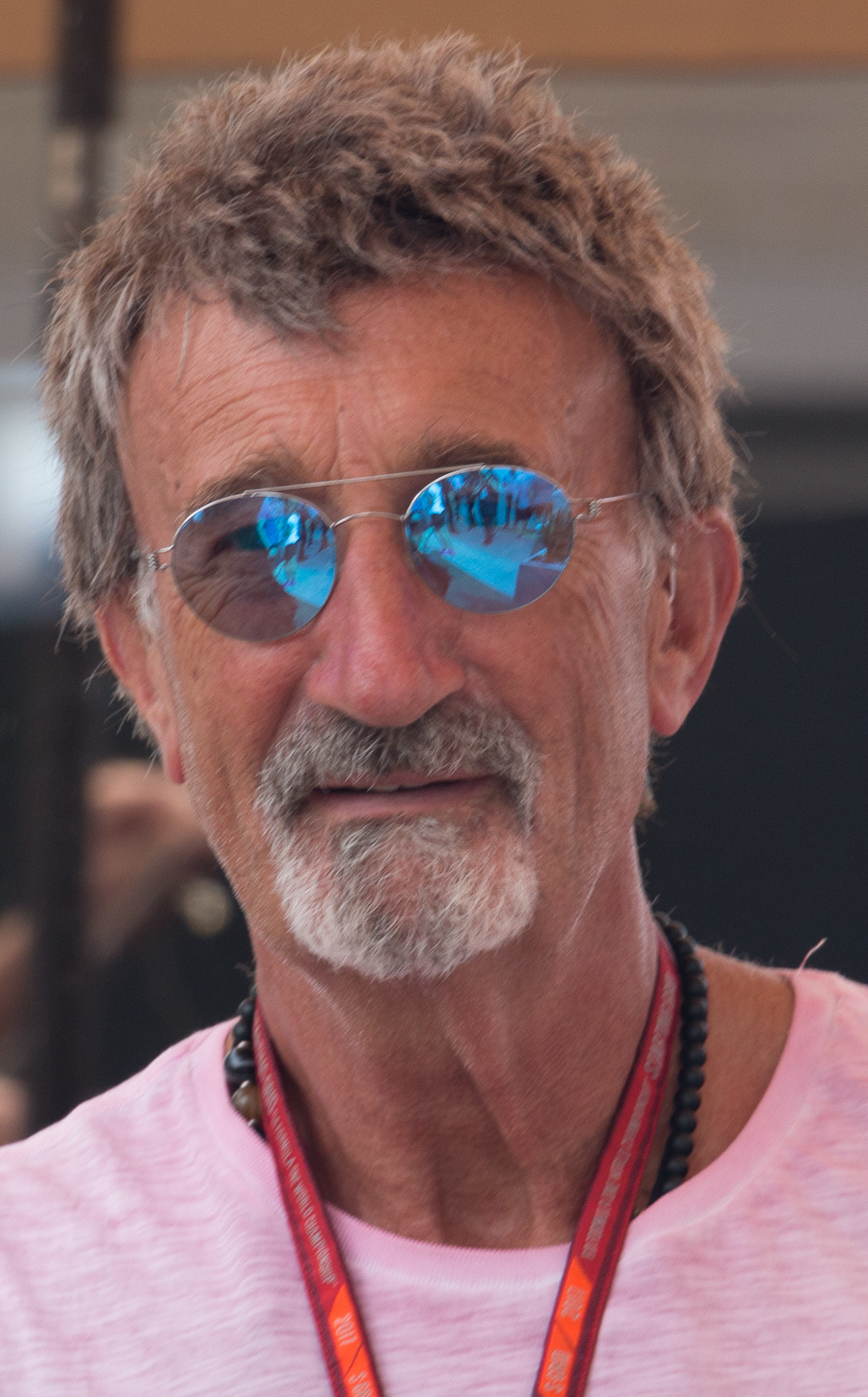
Jordan al Gran Premi dels Estats Units del 2017.

El 2009, Jordan va tornar a la F1 com a expert pel programa Grand Prix de BBC Sport al costat de Jake Humphrey i David Coulthard. Després del final de la cobertura de la F1 de la BBC a finals de 2015, Jordan es va traslladar a Channel 4 F1. Va romandre amb Channel 4 fins a la seva mort el 2025.
Jordan va escriure una columna mensual anomenada "This Much I Know" per a la revista F1 Racing. Jordan també va treballar en una sèrie de televisió anomenada Eddie Jordan's Bad Boy Racers.
Jordan va fer de presentador de la sèrie de cotxes britànica Top Gear, copresentant la 23a temporada, abans de presentar-la com a convidat fins al 2018.
El 2023 Jordan va llançar el seu propi pòdcast anomenat Formula For Success, al costat del seu copresentador de la BBC i Channel 4 David Coulthard. El format del pòdcast normalment consistia en Coulthard i Jordan reaccionant a l'actualitat de la Fórmula 1 o rememorant la història de l'esport, normalment amb un convidat especial. L'última aparició de Jordan al pòdcast es va publicar el dia del seu traspàs, amb el futur del pòdcast poc clar.

### Entrevistes a Bernie Ecclestone
Jordan va tenir una llarga amistat amb Bernie Ecclestone i el va entrevistar diverses vegades. Jordan va parlar moltes vegades sobre com Ecclestone va influir en la seva carrera.

## Altres interessos
A Jordan li agradava la música rock and roll i tocava la bateria. Fins al 2007, el nom de la seva banda era V10. Una versió retallada de la banda està fent concerts arreu del món sota el nom d'Eddie and the Robbers, un nom que Jordan es va inventar després d'un comentari de Bernie Ecclestone. Jordan era un fan del Celtic, el Coventry City i el Chelsea, i se l'havia relacionat amb les ofertes d'adquisició del Coventry. També era accionista del Celtic. Els altres interessos esportius de Jordan inclouen el golf i les curses de cavalls; tenia cavalls en entrenament amb Mouse Morris.
Fou un gran mariner i un entusiasta de la navegació durant gran part de la seva vida, arribant a fer la volta al món el 2015. L'any 2014, Jordan va rebre el iot Sunseeker més gran mai construït, per un preu de 32 milions de lliures. Jordan, a més, era propietari del iot Blush.

## Negocis
Va ser accionista del Celtic Football Club. Va ser inversor de Kinmont Advisory (un negoci d'assessorament corporatiu) i soci del fons de cobertura, Clareville Capital (fundat per David Yarrow).
El 2018, Jordan va ajudar en l'oferta reeixida del seu amic Richard Hadidas per adquirir Oyster Yachts. Jordan va exercir com a director a la junta fins al 2021, quan es va convertir en l'ambaixador de la marca del constructor de iots de luxe.
Eddie Jordan també va invertir en propietats, tant en béns immobles comercials, com en promocions i inversions residencials. També posseïa un terreny que allotja un camp de golf PGA, i també va invertir en un banc de terres a Bulgària, per al qual Norman Foster va dissenyar un complex.
Jordan va ser amic de Dermot Desmond i Denis O'Brien, que van ser els primers seguidors de Jordan F1. Des de llavors, van ser socis inversos amb ell en diverses ocasions. El 2021, va fundar JKO Capital per invertir en negocis de jocs i entreteniment.
El novembre de 2021, es va publicar que Jordan i Keith O'Loughlin estaven darrere d'una oferta de JKO per adquirir Playtech per 3.000 milions de lliures. El gener de 2022, JKO va assenyalar que no procedirien amb una oferta formal per a l'empresa.
Jordan també havia estat al consell assessor de Citi Private Bank.
Tenia interessos empresarials que incloïen Ready Room (Sud-àfrica), Tosca, Valeo Foods, Jarvis Hotels, Debrett's, Zwift, Apex, Coople i Docplanner, Spring Studios, George & Dragon (una agència de relacions públiques i màrqueting) i Ceiba (una empresa de tecnologia sanitària). En el passat, també tenia la seva pròpia marca de vodka "Vodka V10", una marca de begudes energètiques "EJ-10" i l'empresa immobiliària búlgara Madara Capital. Va ser assessor d'Aspinall Capital Partners.
A partir del 2024, Jordan era assessor i inversor de la firma de capital privat amb seu a Irlanda del Nord Strangford Capital.
L'octubre de 2024, es va informar que Jordan formava part d'un consorci que inclou l'exjugador de rugbi sud-africà Bobby Skinstad i l'antic jugador All Black de Nova Zelanda Andrew Mehrtens que buscaven comprar l'antic club de rugbi del Campionat d'Anglaterra de rugbi a 15 anomenat London Irish. El consorci era recolzat pel grup de capital privat Strangford Capital. El London Irish buscava una nova propietat després de fer fallida a conseqüència d'una factura d'impostos impagada. La intenció declarada de l'adquisició era emular l'èxit del City Football Group per al rugbi amb el consorci també en converses per comprar el club del Campionat de França de rugbi ProD2 anomenat AS Béziers Hérault, tot formant una xarxa de clubs interconnectats. El febrer de 2025, el consorci va completar la presa de possessió de London Irish i va declarar la seva intenció de tornar el club a la Premiership o al United Rugby Championship el 2026.